# You the Boss
«You the Boss» — песня американского рэпера Рика Росса. Изначально она была выпущена в качестве первого сингла с его пятого студийного альбома God Forgives, I Don’t 7 октября 2011 года вместе с песней «I Love My Bitches», но позже была исключена из финальной версии альбома. Она была выпущена на U.S. rhythmic radio 18 октября, а на Urban radio 1 ноября. Несмотря на то, что песня заняла достойное место в чартах, позже было подтверждено, что «Touch’N You» — это новый первый сингл с альбома. Сингл содержит гостевое участие от Ники Минаж, продюсером песни выступил K.E. on the Track. Песня была удостоена золотой сертификации 18 сентября 2014 года, спустя почти три года после ее выпуска.

## История
Во время съемок клипа на песню Birdman «Y.U. Mad» Ники Минаж рассказала MTV, что песня «You the Boss» была изначально написана и записана в 2009 году для Лил Уэйна, но он отказался от нее. «Она просто затянулась, а потом отдала ее Рику Россу», — сказала Минаж в образе своего альтер эго, женщины Уизи. Росс тоже сначала отказался от записи во время записи Teflon Don.

## Чарты

### Еженедельные чарты
| Чарты (2011-12)                   | Высшая позиция |
| --------------------------------- | -------------- |
| Billboard Hot 100                 | 62             |
| Hot R&B/Hip-Hop Songs (Billboard) | 5              |
| Rap Songs (Billboard)             | 10             |

### Ежегодные чарты
| Чарт (2012)                       | Позиция |
| --------------------------------- | ------- |
| Hot R&B/Hip-Hop Songs (Billboard) | 37      |
| Rap Songs (Billboard)             | 33      |

## История выпуска
| Регион | Дата            | Формат              | Лейбл              | Прим. |
| ------ | --------------- | ------------------- | ------------------ | ----- |
| США    | 7 октября 2011  | Цифровое скачивание | Def Jam Recordings | [ 8 ] |
| США    | 18 октября 2011 | Радиоротация        | Def Jam Recordings | [ 9 ] |